# Duminică la New York
Duminică la New York (titlul original: în engleză Sunday in New York) este un film american, realizat în 1963 după piesa omonimă a lui Norman Krasna care semnează și scenariul filmului. Melodia de titlu a filmului a fost compusă și interpretată de Peter Nero.

## Conținut
Adam Tyler este comandant de zbor la o companie aeriană și tocmai are un sfârșit de săptămână liber, pe care dorește să îl petreacă cu prietena sa Mona în apartamentul său din New York. Însă planul este dat peste cap când tânăra lui soră Eileen, îl vizitează surprinzător. Eileen tocmai s-a certat cu logodnicul ei Russ Wilson, deoarece ea nu vrea să se culce cu el înainte de căsătorie. Adam o liniștește spunând că și el este de părere că a procedat corect.
Adam are duminică următorul său zbor și dorește ca Mona să îl urmeze. Însă compania a schimbat planul de zbor pentru Adam, iar Mona este acum singură într-un oraș străin. În acest timp, Eileen cunoaște întâmplător într-un autobuz pe jurnalistul Mike Mitchell. Ambii simțind o atracție unul față de celălalt, aterizează în apartamentul lui Adam. Aici după puțin timp apare și Russ Wilson, care a venit să-i ceară iertare lui Eileen. Acesta crede ca Mike este fratele lui Eileen. Când și Adam apare surprinzător acasă, lui Russ îi este prezentat de către Mike ca și copilotul său. Adam acceptă mascarada și intră în joc. Încet, încet, adevărul iese la iveală. Eileen și Mike dezvăluie celorlalți dragostea lor, iar Russ recunoaște că nu mai are nici o șansă de viitor cu Eileen. Adam se hotărăște și el să se căsătorească cu Mona... 

## Distribuție
- Jane Fonda – Eileen Tyler
- Rod Taylor – Mike Mitchell
- Cliff Robertson – Adam Tyler
- Robert Culp – Russ Wilson
- Jo Morrow – Mona Harris
- Jim Backus – dispecerul de zbor
- Peter Nero – propriul rol

## Premii și nominalizări
Melodia de titlu (title song) Sunday in New York de Peter Nero (muzica), Carroll Coates și Roland Everett (text) a fost nominalizată în 1964 pentru Golden Globe Award.

## Legături externe
- Duminică la New York la Internet Movie Database
- Duminică la New York la CineMagia